# Leptomona
Leptomona là một chi bọ cánh cứng trong họ Chrysomelidae.
Chi này được miêu tả khoa học năm 1958 bởi Bechyne.

## Các loài
Các loài trong chi này gồm:
- Leptomona erythrocephala Olivier, 1790
- Leptomona russica Gmelin, 1790